# کرفردزویل (آیووا)
کرفردزویل (به انگلیسی: Crawfordsville) شهری در ایالت آیووا کشور ایالات متحده آمریکا است که جمعیت آن در سرشماری سال ۲۰۱۰ میلادی، ۲۶۴ نفر بوده‌است.